# Leone Lodi
Leone Lodi (Soresina, 14 ottobre 1900 – Soresina, 13 settembre 1974) è stato uno scultore e pittore italiano.
Attivo nella città di Milano fino alla Seconda guerra mondiale, ha contribuito all'abbellimento della città, ornando palazzi pubblici e privati con le proprie opere monumentali. 
Il punto più alto della sua attività scultorea è raggiunto nella realizzazione dalla statuaria monumentale per il Palazzo della Borsa di Paolo Mezzanotte (1930-1931) e per le decorazioni del palazzo del Gruppo Fabio Filzi a Milano.

## Biografia

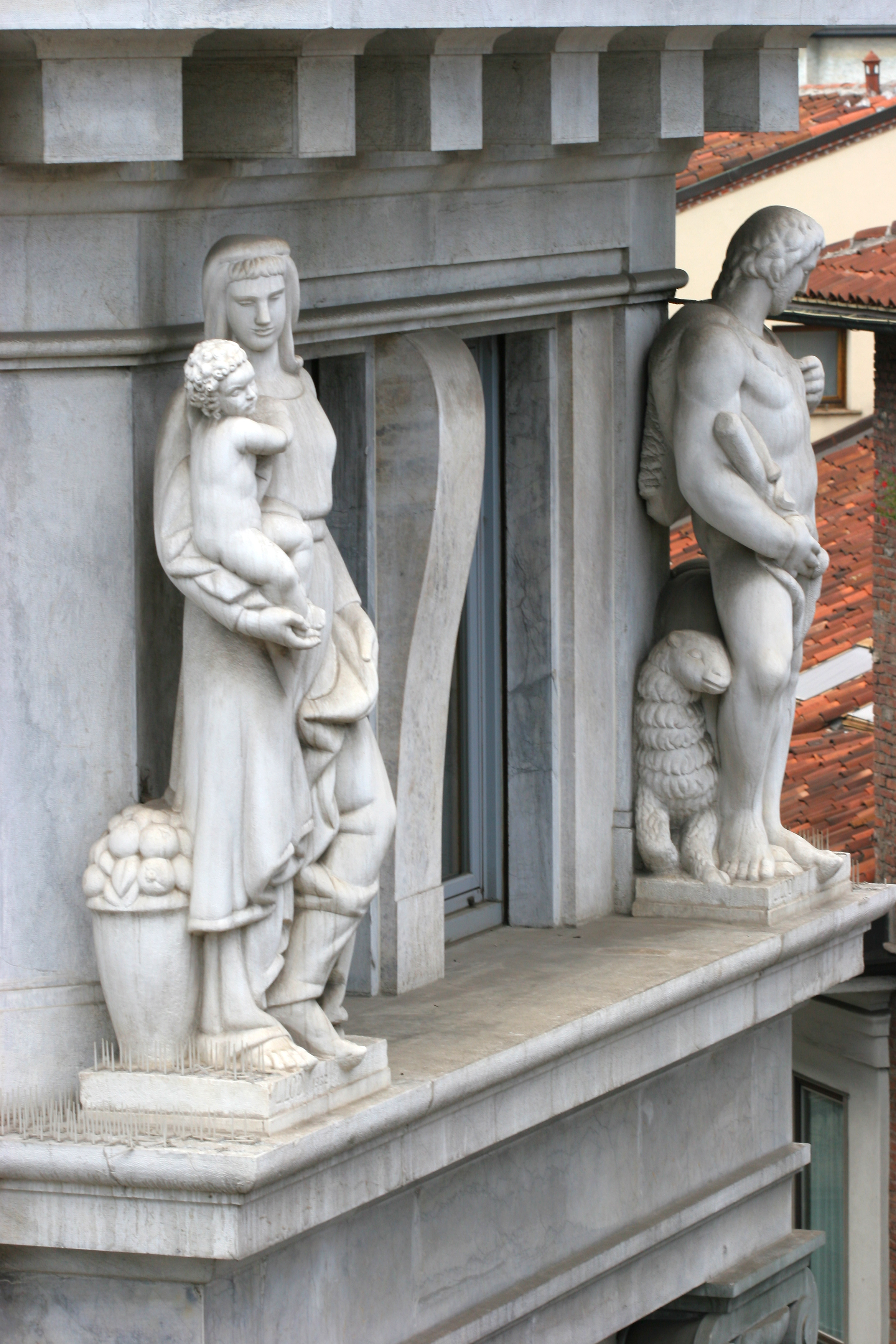
Le due statue di via Santa Maria Segreta, 1932

Leone Lodi nasce da padre scalpellino del marmo e da madre insegnante di Biasca, nella Svizzera italiana. L'attività paterna lo spinge nel 1914 a trasferirsi a Milano (abiterà in Corso Sempione e sull'Alzaia del Naviglio) per avviarsi all'attività di scalpellino e a frequentare come artigiano decoratore diversi atelier milanesi di decorazione architettonica; sempre a Milano frequenta i corsi serali dell'Accademia di Brera e della Scuola Superiore d'Arte Applicata del Castello Sforzesco.
Sono del 1919 le sue prime opere individuali: sculture che ancora risentono, in termini stilistici e di composizione, dell'estetica simbolista tipica di quei tempi; solo successivamente, e a maturità artistica ormai raggiunta, il Lodi conferirà alle proprie opere quella plasticità novecentista che contraddistingue il suo successivo lavoro.
Negli anni venti il Lodi entra attivamente nel mondo della produzione artistica e nel 1924 vince il Premio Cesare Sarfatti con il gesso Figura Muliebre; la partecipazione al concorso fu viatico per la sua adesione al movimento Novecento italiano guidato da Margherita Sarfatti, moglie di Cesare, e che portò l'artista alla partecipazione, nel 1929, alla Seconda Mostra del gruppo allestita al Palazzo della Permanente di Milano con l'opera Il busto di Agnoldomenico Pica, architetto a cui il Lodi fu molto legato da vincoli di amicizia e con il quale lavorò successivamente.
A partire dalla seconda metà degli anni '20 Leone Lodi partecipa a numerosissime esposizioni che lo proiettano definitivamente nel novero degli scultori monumentali più noti di Milano e che gli garantiscono le prime commissioni di sculture destinate ai palazzi borghesi del centro della città: nel 1932 realizza le due coppie di statue in marmo poste ad adornare il quinto piano del palazzo di via Meravigli angolo via Santa Maria Segreta; per la sede della Società Elettrica Adamello di via Caradosso progettata dall'amico Agnoldomenico Pica contribuisce con quattro grandi statue in facciata.
Nel 1931 il Lodi diviene membro della Commissione tecnico Artistica Cemeteriale di Milano e nel 1939 entra a fare parte della Commissione Artistica Annuale della Permanente presieduta dal conte Giovanni Treccani degli Alfieri.
A partire dagli anni trenta entra nel gruppo dei razionalisti mediante la collaborazione con gli architetti Giuseppe Pagano, il già citato Agnoldomenico Pica, Giulio Minoletti ed Eugenio Faludi.

A Leone Lodi si devono anche numerose decorazioni scultoree per il Cimitero Monumentale con un Buon pastore in travertino del 1933 per la tomba della famiglia Locatelli, per il Palazzo di Giustizia, il Cimitero di Musocco, la Chiesa di Santa Maria del Suffragio, la Chiesa di San Marco, il Palazzo della Guardia di Finanza Fabio Filzi, l'Università Bocconi, il Palazzo delle Assicurazioni Generali di via della Signora e di corso Magenta, il Teatro Manzoni.
Nel 1943, a seguito della distruzione del suo studio di via Copernico durante un bombardamento alleato, lascia Milano per trasferirsi nella natia Soresina e continuare là il suo lavoro.
Vastissima è stata l'opera di Leone Lodi, sia nella dimensione monumentale (vanno anche ricordate sue statue di fronte al corpo fabbrica del villaggio di Torviscosa), sia - soprattutto nel dopoguerra - in una dimensione più spirituale e intimistica: la Fondazione a lui intestata e rappresentata dalle due figlie sta oggi lavorando alla creazione di un archivio ufficiale dell'opera dello scultore, all'apertura di un museo monografico e alla donazione dell'opera Il busto di Agnoldomenico Pica al Museo del Novecento di Milano.

## Opere

### Milano
Elenco delle opere monumentali:
- 1928 - Palazzo Società Adamello (oggi Banca San Paolo di Brescia), in via Caradosso, 16:[4]
  - quattro statue in travertino sulla sommità della facciata.

- 1930 - Palazzo della Borsa (oggi Palazzo Mezzanotte), piazza degli Affari:
  - due altorilievi in travertino, La terra e il fuoco, due gruppi in travertino, L'aria e l'acqua, in facciata; dodici formelle in travertino raffiguranti i Segni dello Zodiaco; tre medaglioni.

- 1932 - Palazzo di via Meravigli, 3 angolo con via Santa Maria Segreta:
  - quattro statue in marmo in sommità della facciata.

- 1933 - Palazzo dell'Arte al Parco Sempione, sede della Triennale di Milano:
  - statua in pietra di Vicenza dal titolo Donna seduta ad ornare la fontana posta nell'impluvium del palazzo e disegnata da Sironi; la statua è oggi ora collocata nell'atrio.

- 1933 - Ambulatorio veterninario Azienda USSL, via G. Pogatschnig, 34:
  - L'acquaiolo, statua in pietra di Vicenza originariamente posta ad adornare uno degli archi di Sirono alla V Triennale di Milano; l'opera è attualmente in stato di evidente abbandono e mutila del braccio destro e collocata nel giardino dell'ambulatorio.

- Dal 1933 al 1954 - Chiesa di Santa Maria del Suffragio, via Bonvesin della Riva, 2:[5]
  - Sant'Antonio, statua in marmo; Mater Misericordiae, statua in alabastro; tre bassorilievi per il basamento della statua di Sant'Antonio; il grande candelabro Cero pasquale in marmo; altorilievo in marmo per l'altare, intitolato Sacro Cuore.

- 1938 - Gruppo Fabio Filzi, ora sede del Comando Regionale della Guardia di Finanza, via Fabio Filzi, 44:[6]
  - grande bassorilievo in travertino sulla facciata esterna, con titolo Civiltà e ascesa della Giustizia Sociale; un grande bassorilievo sul soffitto dell'ex sacrario, dal titolo L'eroe e oggi interamente coperto da una controssoffittatura; rilievi sopra la porta d'ingresso.

- 1938 - Palazzo di Giustizia:
  - cinque bassorilievi sovrapporte in marmo: Sant'Ambrogio, I Visconti, La fondazione dei Fasci (quest'ultimo andato distrutto dopo il 25 aprile).

- 1939 - Università commerciale Luigi Bocconi, via Sarfatti, 25:
  - due rilievi angolari in pietra e due sulle pareti esterne e raffiguranti le attività primitive dell'uomo.

- 1947 - Conf Cooperative, via Decorati al Valore Civile, 15:
  - Atleta, statua in gesso patinato; Il lavoro, cartone preparatorio per il monumento della famiglia Casella al Cimitero monumentale di Cremona (del 1959 e qui collocato posteriormente).

- 1949 - Teatro Manzoni, via Manzoni, 42:
  - statua in bronzo collocata nell'atrio e intitolata Apollo che schiaccia la testa di Medusa; otto medaglioni in bronzo con Le fatiche di Ercole; Le nove Muse, rilievi nel soffitto dell'atrio.

- 1952 - Palazzo delle Assicurazioni Generali, largo Augusto angolo via della Signora:
  - rilievo in facciata lato via della signora con un grande Leone di San Marco e sei formelle con soggetti varii sul portale d'ingresso.

- 1955 - Palazzo delle Assicurazioni Generali, corso Magenta:
  - due Leoni di San Marco e quattro bassorilievi.

- 1962 - Chiesa di Santa Maria Nascente, piazza Santa Maria Nascente, QT8:
  - Madonna, statua in marmo bianco e due bassorilievi dal titolo Angeli musicanti.

### Bergamo
I lavori svolti nella città orobica furono tutti in collaborazione con Alziro Bergonzo:
- 1939 - rilievi della fontana di Porta Nuova detta la zuccheriera,
- 1940 - formelle scolpite sulla facciata del Palazzo della Libertà
- 1941 - Pannelli in cotto per la Torre dei Venti.

## Galleria d'immagini

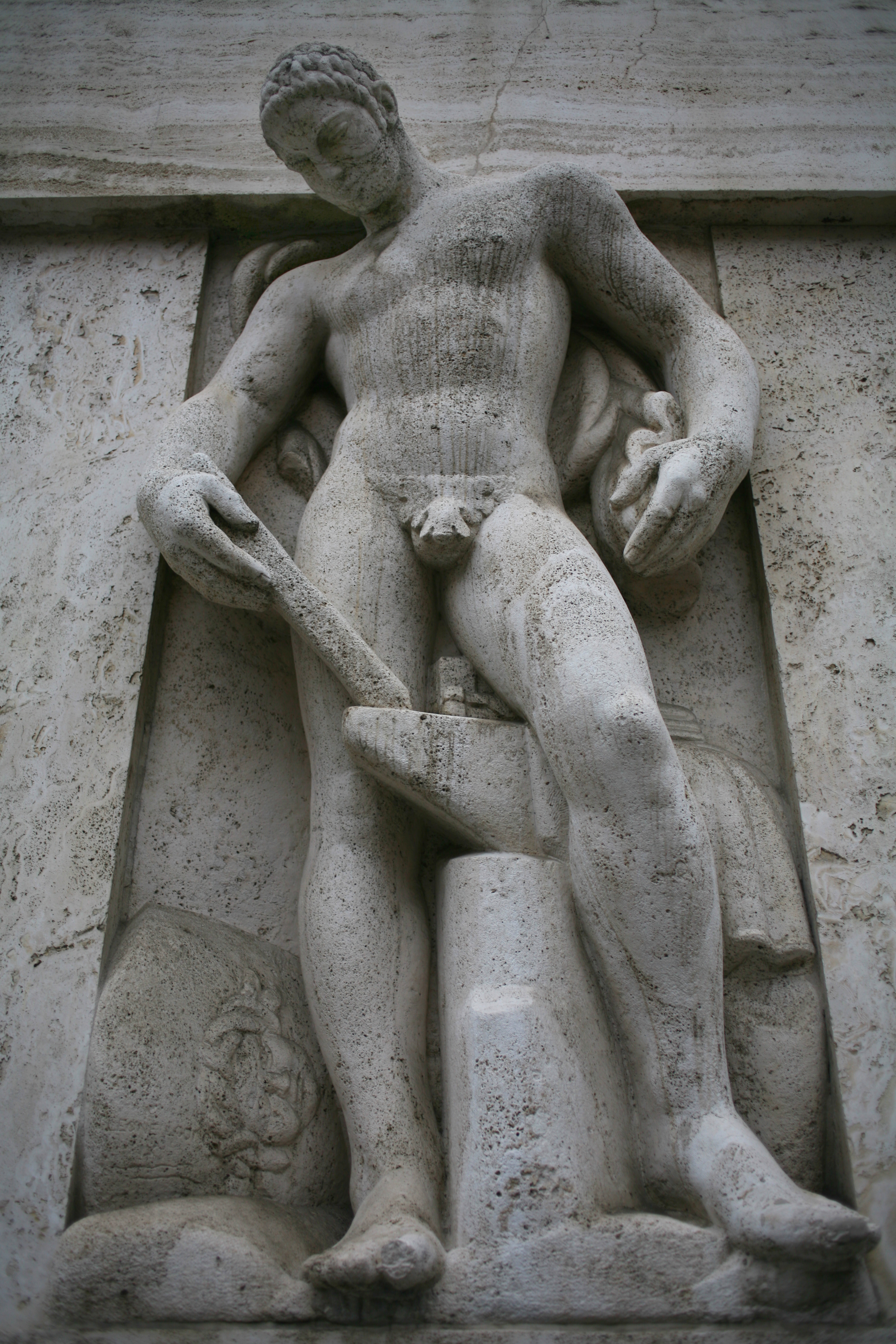
Terra e Fuoco, Fuoco, Palazzo Mezzanotte, Milano
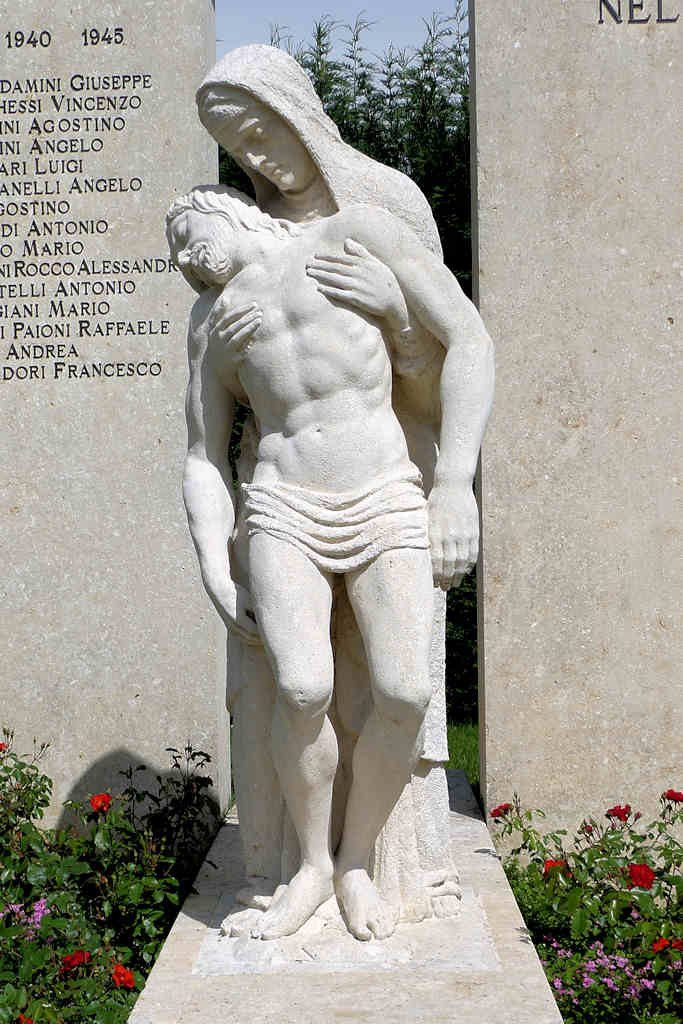
La Pietà Monumento ai Caduti, Madignano
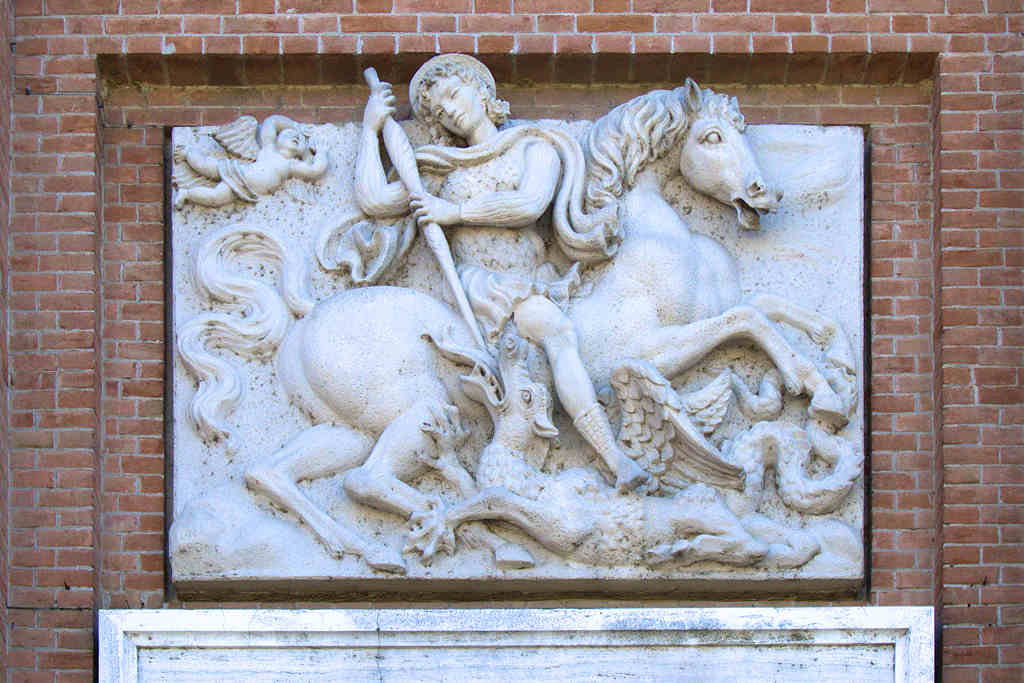
San Giorgio e il Drago chiesa parrocchiale di Cumignano sul Naviglio
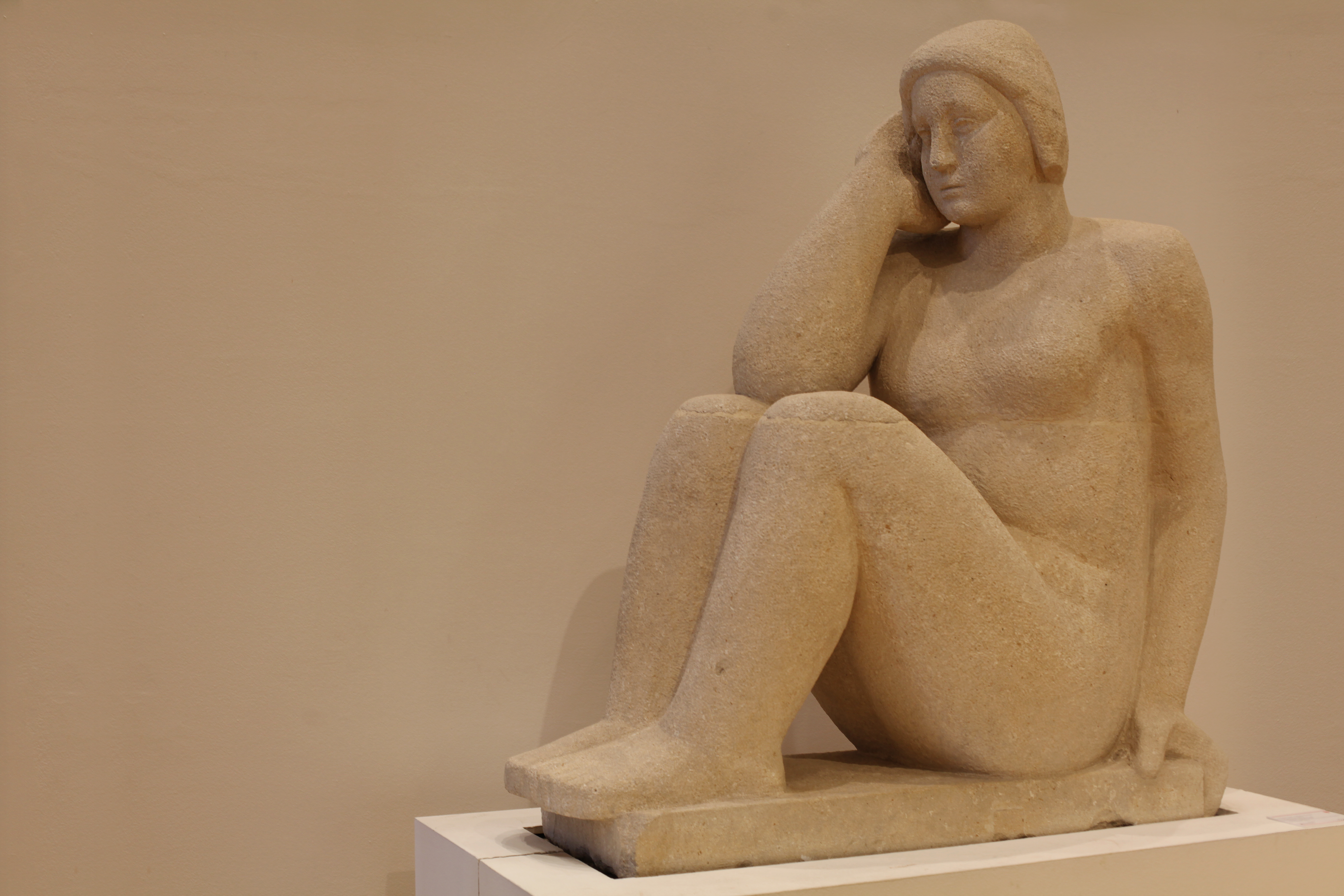
Donna seduta, 1933, con Mario Sironi
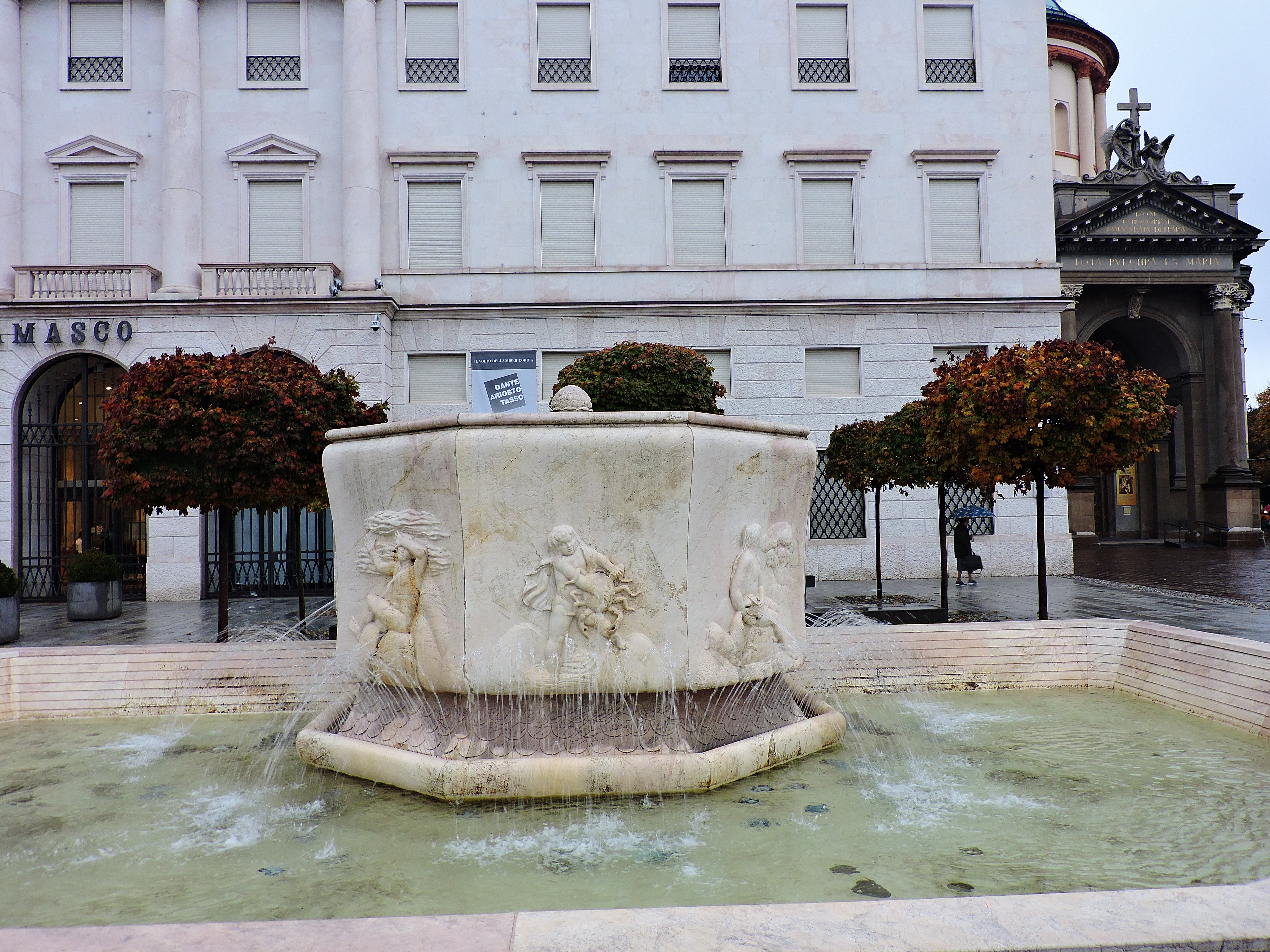
Rilievi della Fontana "zuccheriera" di Porta Nuova (Bergamo), 1939
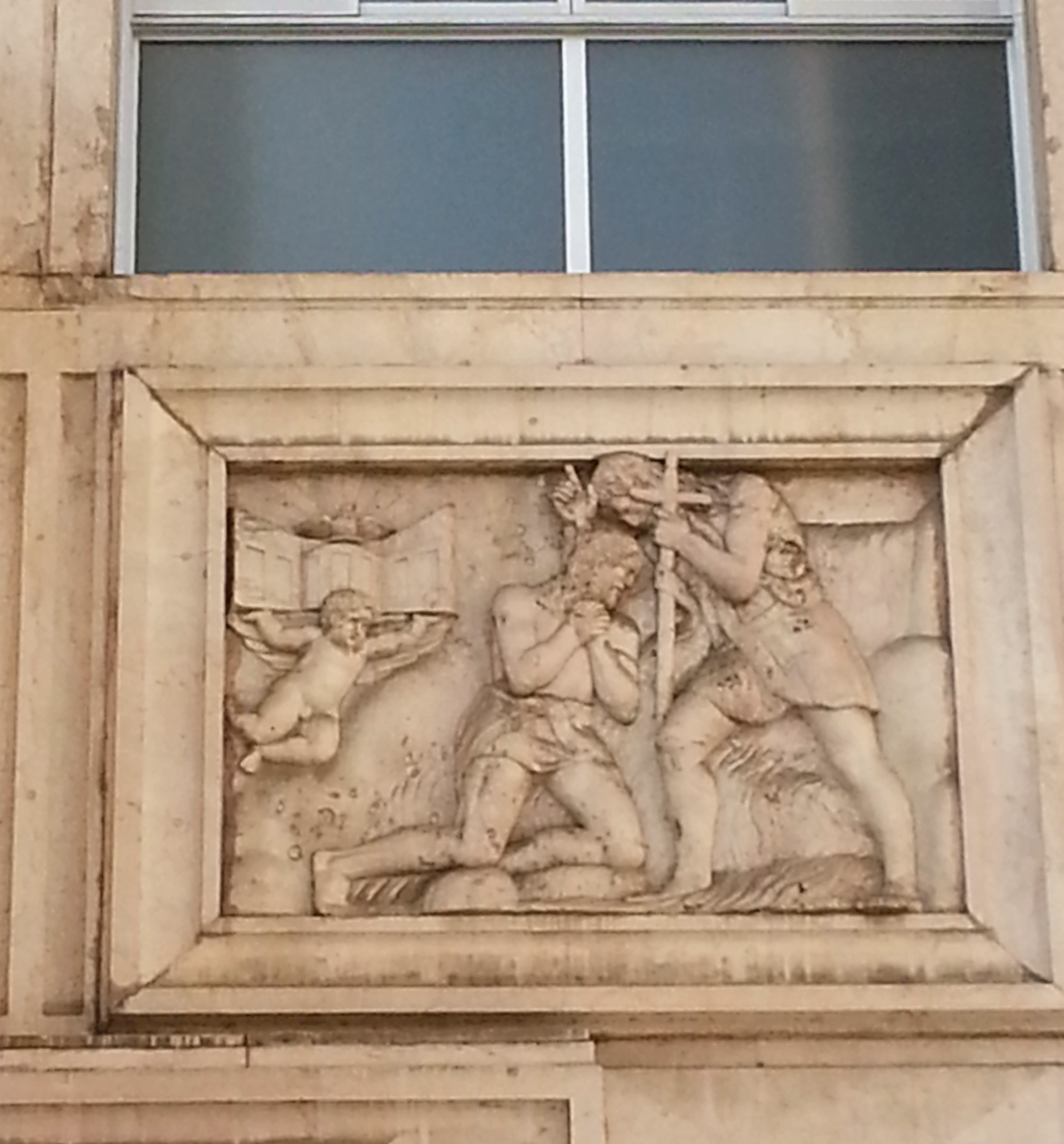
Formella del Palazzo della Libertà, Bergamo 1940